# 梅勒 (德國)
梅勒（德語：Melle，發音：[ˈmɛlə] ⓘ）是德国下萨克森州奥斯纳布吕克县的城市，面积253.95平方千米，2023年12月31日人口为47,387人。

## 友好城市
梅勒与以下城市结为友好城市：
- 德国 巴特迪伦贝格
- 法國 锡尔莱梅洛
- 法國 埃克
- 瑞士 艾肯
- 比利时 拿撒勒-德平特 埃克（荷兰语：Eke (België)）
- 比利时 根特
- 拉脫維亞 葉卡布皮爾斯
- 比利时 梅勒
- 法國 梅勒
- 土耳其 尼代
- 德国 柏林 赖尼肯多夫
- 俄羅斯 托爾若克